# 森純一
森 純一（もり じゅんいち、1951年 - ）は、日本の経済学者。専門は開発経済学。京都大学名誉教授、ベトナム・ダナン大学経済大学客員教授。

## 経歴・人物
東京都立日比谷高等学校を経て、1973年に一橋大学経済学部を卒業し東京銀行（現三菱UFJ銀行）入行。ミュンスター大学経済学部留学、1997年東京三菱銀行調査部次長、2000年財団法人国際通貨研究所主任研究員・2001年同調査部長を経て、2004年に京都大学国際交流センター教授に就任。2007年同センター長、2009年から京都大学副理事・国際交流推進機構長を務め、京都大学公共政策大学院でも教鞭を執った。
2004年京都府KYOの海外人材活用プラン策定委員会委員。2005年日本学術振興会大学国際化戦略委員。2008年京都市立日吉ヶ丘高等学校スーパー・イングリッシュ・ランゲージ・ハイスクール運営指導委員会委員。2014年日本学生支援機構外部評価委員。2015年京都府立鳥羽高等学校スーパーグローバルハイスクールアカデミックアドバイザー、京都市立西京高等学校スーパーグローバルハイスクール課題研究協力委員。
2016年京都大学名誉教授。2018年までベトナム・ダナン大学経済大学銀行学科客員教授を務め、同年京都橘大学国際英語学部教授。2020年京都府国際センターアドバイザー委員。2021年京都橘大学監事、海外安全対策協議会アドバイザー。同年京都ミークスを設立。ベトナム金融システムの研究のほか、留学生支援を行いながら高等教育の国際化問題についての研究も行う。また文部科学省大学国際戦略本部強化事業大学国際化戦略委員会委員を務め日本の大学の国際化環境整備に向けた活動を行う。日米研究インスティテュート副理事長も務めた。

## 著作
- （共著）『アジア経済・金融の再生』、1999年
- （編著）『外国為替の知識』日本経済新聞社、2001年
- （共著）『国際金融読本』東洋経済新報社、2004年

他